# Dicranoplia deserticola
Dicranoplia deserticola är en skalbaggsart som beskrevs av Lucas 1859. Dicranoplia deserticola ingår i släktet Dicranoplia och familjen Rutelidae. Inga underarter finns listade i Catalogue of Life.